# 서부 전선 이상 없다 (2022년 영화)
《서부 전선 이상 없다》(독일어: Im Westen Nichts Neues)는 2022년 개봉한 반전 영화이다. 에리히 마리아 레마르크가 집필한 동명의 소설을 영화화한 것으로, 1930년판과 1979년 TV판에 이은 세 번째 작품이다. 에드바르트 베르거가 감독을 맡았고, 다니엘 브륄, 알브레히트 슈흐가 출연했다. 제95회(2023년) 아카데미 국제영화상 수상작이다.

## 줄거리
1917년 봄 북독일, 파울 보이머와 루트비히, 프란츠, 알베르트 크로프는 다함께 고등학교 졸업과 동시에 만17세의 나이로 입대한다. 그리고 하루만에 루트비히는 적의 포격에 죽게 되고 이후 18개월이 흐른다. 독일은 지난 몇 주에만 사상자가 4만명이 나오는 지경에 이른다. 휴전에 관하여 건의하기 위해서 원수를 방문하는 예르츠베르거 그리고 예르츠베르거의 아들 또한 대전쟁에서 죽는다. 또 시간은 흘러 1918년 11월 7일 알베르트 크로프, 파울 보이머 그리고 전선에 처음온날 부터 함께 지내 친해진 카친스키, 탸덴이 후방에서 쉬는 모습이 나온다. 그 다음날 1918년 11월 8일 실종된 배치되야할 60명의 신병들을 찾으러 기차역에 갔는데, 독가스때문에 다 몰살됐었다. 1918년 11월 9일 예르츠베르거는 휴전회담에 참여하게 돼었고, 루트비히의 중대는 최전방에 배치되어서 프랑스군 참호를 공격하다가 오히려 역으로 밀려서 라티에르의 평원에서 북동쪽 2km 에기자크로 철수하게 되었다. 그리고 친구 프란츠를 잃어버리고 크로프는 죽는다. 1918년 11월 10일 에기자크로 재집결을 완료한 파울, 거기서 카친스키를 만나고 휴전회담에 관한 소식, 프란츠의 죽음을 알게됐다. 그리고 부상을 당한 탸덴은 자살을 한다. 다음날 1918년 11월 11일, 빌헬름 2세는 퇴위하고 혁명세력이 바이마르 공화국을 세우고, 휴전협정 조인을 하라고 예르츠베르거에게 지시한다. 6시간후인 1918년 11월 11일 오전11시부터 효력을 발휘된다고 했는데, 정신이 매우 이상한것같은 파울의 지휘관이 라티에르의 평원으로 돌격하여 오전11시가 되기전에 점령을 하라고 한다. 그 전투에서 파울은 죽었다...

## 출연진
- 다니엘 브륄 - 마티아스 에르츠베르거
- 알브레히트 슈흐 - 스타니슬라우스 카친스키
- 펠릭스 카머러 - 파울 보이머
- 모리츠 클라우스 - 프란츠 뮐러
- 에런 힐머 - 알베르트 크로프
- 에딘 하사노비치 - 티아덴 스택플리트
- 데비트 슈트리조
- 제바스티안 휠크